# هنري ستيفنز
هنري ستيفنز (بالإنجليزية: Henry Stephens)‏ هو شخصية أعمال أمريكي، ولد في 1823، وتوفي في 1886.